# Simplified Acute Physiology Score
Der Simplified Acute Physiology Score (SAPS) wurde entwickelt, um in klinischen Studien eine Maßzahl für den physiologischen Zustand eines Patienten zu bekommen. So können in klinischen Studien Gruppen von Patienten bezüglich ihres allgemeinen Gesundheitszustands verglichen werden, z. B. um den Einfluss einer unterschiedlichen Erkrankungsschwere in verschiedenen Studiengruppen erkennen zu können. 
Zunächst wurde der Score zur einmaligen Einschätzung beim Einschluss in eine Studie entwickelt.
Er wird aber auch zur Verlaufsbeurteilung der Krankheitsschwere während der Behandlung eingesetzt. Hier wird er kombiniert mit dem Therapeutic Intervention Scoring System (TISS), das die Intensität und den Aufwand der Behandlung misst.
Dafür wird der SAPS II erstmals 24 Stunden nach Aufnahme auf die Intensivstation und dann täglich neu berechnet. Er fließt in Deutschland und Österreich auch in die Berechnung der Aufwandspunkte für die Intensivmedizinische Komplexbehandlung ein und bekommt so Relevanz auch für die Vergütung der stationären Behandlung.

## Berechnung
In die Berechnung (SAPS II) fließen folgende Werte ein:
| Aufnahmebefund                                                                  | Messwerte | Laborwerte |
| ------------------------------------------------------------------------------- | --- | --- |
| - Aufnahmestatus - Chronische Leiden - Glasgow Coma Scale - Alter des Patienten | - Systolischer Blutdruck - Herzfrequenz - Körpertemperatur - bei maschineller Beatmung: Oxygenierungsindex PaO2/FiO2 - Ausfuhr Urin | - Harnstoff im Serum - Leukozyten - Kalium im Serum - Natrium im Serum - Bicarbonat im Serum - Bilirubin im Serum |

Aus diesen Werten wird bei verschiedener Gewichtung ein Punktwert erstellt.